# Első Rend
Az Első Rend a Csillagok háborúja-franchiseban szereplő katonai diktatúra és államszervezet. Először 2015-ben jelent meg a filmvásznon Az ébredő Erő című filmben. A Jedi visszatér eseményei után jelent meg az Első Rend, a Galaktikus Birodalom maradékaiból, és  három évtized alatt építette ki a hatalmát.
Az Első Rend célja az Új Köztársaság elpusztítása, valamint a központi hatalom megszerzése volt a Galaxisban.
A kritikusok és rajongók megjegyezték, hogy az Első Rend nagyon hasonlít a náci Németországra. Az ébredő Erő író-rendezője, J. J. Abrams azt mondta, hogy az Első Rendet az ODESSA-elmélet ihlette, mely szerint az SS és más náci egységek vezetői a második világháború után egy titkos szervezetet hoztak létre, a háborús bűnösök felelősségre vonásának elkerülése érdekében, valamint azok elmenekítésére Európán kívülre, elsősorban Latin-Amerikába.

## Története

### Háttértörténet
Miután a Galaktikus Birodalom elbukott az endori csatában, több ezer világ lázadt fel, hogy csatlakozzon a Lázadó Szövetséghez és megsemmisítse az összeomló Birodalmat. A Lázadó Szövetség ezután megalapította az Új Köztársaságot, és visszafoglalta a központi világokat és Coruscantot.  Egy évvel az endori csata után a megmaradt Birodalmi Flotta egy végső, hatalmas kísérletet tett egy ellentámadásra, ami a Jakku bolygónál történt meg, ez a legnagyobb csata a háborúban, Endor óta. Végül megállítják ezt az ellentámadást, és miután elhagyják a Jakkut, az törmelékkel és hajóroncsokkal lesz tele. A Birodalom területe egy maroknyi megerősített szektorra csökken a Peremvidék szélén. A Birodalom maradéka elfogad egy megalázó fegyverszüneti megállapodást, amely szigorú fegyverzet-csökkentésre, valamint  hatalmas jóvátétel fizetésére kötelezi a megmaradt Birodalmiakat.
Az idő során a régi Galaktikus Birodalom farállama átszervezi magát Első Renddé, amit a rejtélyes Snoke vezet. Az Első Rend egy határozott és elszigetelt "remete királyság" lett. A következő három évtizedet azzal tölti, hogy titokban fokozatosan újjáépíti a katonai erejét, megszegve ezzel a fegyverszüneti megállapodást. Az Első Rend szintén titokban elkezdett terjeszkedni. Az eredetileg (a Galaktikus Északon) kevés szektort uraló szervezet erőszakos támadásokat indít az Ismeretlen Régiókba (a Galaktikus Nyugaton lévő terület felfedezetlen rendjei), hogy új, fejletlen világokat meghódítson, pótolni tudja elveszett forrásait, új hajógyárakat és ipari infrastruktúrát építsen, az Új Köztársaság szemétől távol. Az Új Köztársaság Szenátusának többsége figyelmen kívül hagyja az Első Rend tevékenységeinek a jelentéseit, de Leia Organa saját zsoldos hadsereget épít ki, ami Ellenállás néven küzdeni kezd az Első Rend ellen. Ehhez csatlakoznak a korábbi Lázadó Szövetség tagjai, például Ackbar admirális. Nyilvánosan az Új Köztársaság továbbra is tagadja, hogy közvetlen kapcsolata van az Ellenállással, és bár a Szenátus többsége nem akar fellépni az Első Rend ellen, több szenátor bizalmasan erőforrásokat juttat az Ellenállásnak.
Az Első Rend maroknyi szektora egyszerűen nem birtokolja azokat a galaxisméretű erőforrásokat, amiket a régi Birodalom birtokolt, ráadásul a fegyverszüneti megállapodások az Új Köztársasággal szigorúan korlátozzák, hogy hány hajót építhetnek. Ezért a régi Galaktikus Birodalom rajtaktikájától eltérően az Első Rend hadseregének alkalmazkodnia kellett az új minőség-mennyiség-filozófiához: a meglévő erőforrásokat kell hatékonyabban felhasználni. Míg az Első Rend flottája a tetőpontján is csak a Birodalmi Flotta töredéke, egy-egy új hajója sokkal erősebb. Ezen kívül azzal is dicsekednek, hogy a katonai technológiákban való haladás harminc évi értéke felért a régi Birodaloméhoz. Végül az Első Rend  új csillaghajókat vetett be, ezek majdnem kétszer olyan nagyok, mint a régi Birodalmi osztályú csillagrombolók. Az Első Rend TIE-vadászai szintén fejlettebbek a régi birodalmi TIE-oknál, például felfegyverzett egy új, kétszemélyes TIE-vadászt. Ennek az az előnye, hogy a pilótának csak a TIE vezetésére kell koncentrálnia, mert társa kezeli a fegyverzetet.
Az Új Köztársaság és az Első Rend az enyhülés egy fajtájában vannak, és míg az Ellenállás és az Első Rend között csupán néhány kisebb csatározás volt, ez nagyon sok egy hidegháborúhoz.

### Az ébredő Erő
A filmben az Első Rendet a rejtélyes Snoke vezeti, aki felvette a Legfőbb Vezér címet. Mint előttük a Birodalom a Rend parancsol a rohamosztagosoknak, néhányuk lángszórót is tud kezelni, tüzérségi rendszereket kezelnek. Az Első Rend különleges erőket használ a TIE-ok használatához. Ezen bevetések alapja a Starkiller-bázis, egy megerősített jégbolygó, ami otthont ad egy szuperfegyvernek, ami nagy távolságról képes akár egész csillagrendszereket megsemmisíteni, egyetlen lövéssel. A Starkiller parancsnoka Hux tábornok, könyörtelen fiatal tisztviselő, aki az Első Rendnek szentelte az életét.
Snoke egy erőteljes alak az Erő sötét oldalán, aki elcsábította  Bent, Han Solo és Leia Organa fiát, aki Luke Skywalker jedi mester tanítványa volt. Maszkot öltött és felvette a Kylo Ren nevet. Ő lett Snoke végrehajtója, épp mint a nagyapja, Darth Vader, aki Palpatine császár végrehajtója volt, évtizedekkel korábban. Kylo egy elit harcosokból álló rejtélyes csoportnak, Ren lovagjainak lett a mestere. Kylo és Hux versenytársak Snoke kegyeiért. Az Első Rend triumvirátusának harmadik tagja Phasma százados, a félelmetes kapitány, a rohamosztagosok parancsnoka.
Kylo kutat Luke után, aki néhány évvel korábban eltűnt. Snoke azt hiszi, hogy Luke még él, és Jedi Lovagokat képez ki. Az Első Rend használja a Starkilleren lévő szuperfegyvert, és megsemmisíti a Hosnian Prime bolygórendszert, az Új Köztársaság aktuális fővárosát. Kylo folyton elbukik, miközben a Lukehoz vezető térkép darabjai után kutat. Eközben az Ellenállásnak sikerül elpusztítania a Starkiller-bázist, mielőtt az tüzelhetne az D’Qar  bolygón lévő ellenálló-központra. Ezzel hivatalosan is kirobban a háború az Első Rend és az Ellenállás között.

### Az utolsó jedik
Miután az Ellenállók elpusztították a Csillagpusztító bázist, az Első Rend bosszút akar állni. Megtalálják a D'Quart és a bázisukat el akarják pusztítani. Beveszik a Mandator IV osztályú csillagrombolót, ami két hatalmas lézerágyújával képes egész bolygókat leigázni. A lézerágyúkat bevetették a csatában, így az Ellenállás bázisa megsemmisült. Mialatt az ellenállók menekültek, bevetették a bombázókat, hogy az Első Rend csillagrombolóit megsemmisítse. Végül a Mandator osztályú csillagrombolót megsemmisült, hála Paige Ticonak, aki feláldozta magát az Ellenállás miatt. Az ellenállók elmenekültek, de az Első Rendnek olyan technikával rendelkezett, amivel a hajókat fénysebességnél is tudják követni. Végül mégis rájuk talált a csillagflottájuk és ekkor vetették be az Első Rend zászlós hajóját, ami egyben Snoke zászlós hajója is, a Supremacyt, ami egy Mega osztályú csillagromboló, ami a galaxis legnagyobb űrhajója. TIE vadászok és Kylo saját TIE sok hajót megsemmisített és támadást indítottak a Ellenállás hajóját a Raddust.  
Kylo visszatér a Supremacyra, ahol egy telepatikus képességgel kapcsolatba kerül Reyjel. Rey elmegy a Supremacyra, azzal, hogy Kyloban van még remény és Ben Solo még nem tűnt el teljesen. Kylo Snoke tróntermébe viszi, ahol elárulja, hogy valójában ő kapcsolta össze a képességüket, hogy Skywalkere találjon. Amikor kéri Kylot, hogy ölje meg, Reyt, Ren bekapcsolja Rey fénykardját el ezzel megöli saját mesterét. Ezután megküzdenek a praetorian testőrökkel. ezallat a Supremacy fegyverrendszerre folyamatosan lövi a teherszállító hajókat, amikkel az ellenállók menekülni akarnak a Crait bolygóra Holdo feláldozza magát és fénysebességgel neki a Supremacynak, aminek a fele megsemmisül, de ezáltal több száz katona éli túl a katasztrófát. És Kylo kikiáltja saját magát Legfőbb Vezérnek.
Az Első Rend megtalálja az Ellenállókat a Crait bolygón és bevetik az AT-M6 nevű lépegetőket. és a szuperlézer ostrom ágyút is, amellyel képesek betörni a bázis kapuját. Végül sikeresen behatolnak a bázisba, az Ellenállás megmaradt katonái viszont elmenekülnek az Ezeréves Sólyom fedélzetén.

### Skywalker kora
Palpatine visszatért és üzenetet küld a galaxisba a visszatéréséről. Ezért Kylo Ren egy Sith-útkeresőt keres amivel az Exegol bolygóra utazik, ahol megtalálja az egykori uralkodót. Ott kiderül, hogy Snoke-ot valójában Palpatine alkotta meg, ő pedig ezalatt létrehozta a Végső Rendet, ami szövetséget köt az Első Renddel. Palpatine arra utasítja Rent hogy ölje meg Reyt. Mikor azonban ők a Halálcsillag romjainál harcolnak, Leila Organa meghal, így Ren képtelen megölni Reyt, majd visszatér a világos oldalra. Eközben Hux tábornokról kiderül hogy valójában egy kém aki az Ellenállásnak dolgozik, így kivégzik, majd ezután Pryde tábornok lesz az Első Rend magas rangú vezetője. A végső csata az Exegolon zajlik, ahol az Ellenállás erői győzelmet aratnak, Palpatine és Pryde tábornok meghal, az Első Rend a Végső Renddel együtt pedig végleg megsemmisült.

## Fordítás
- Ez a szócikk részben vagy egészben  a   First Order (Star Wars) című angol Wikipédia-szócikk ezen változatának fordításán alapul.  Az eredeti cikk szerkesztőit annak laptörténete sorolja fel. Ez a jelzés csupán a megfogalmazás eredetét és a szerzői jogokat jelzi, nem szolgál a cikkben szereplő információk forrásmegjelöléseként.